# Taka (motorfiets)
Taka is een historisch merk van motorfietsen.
Waarschijnlijk gaat het bij de Taka-motorfietsen om Japanse 60- en 100 cc Bridgestone-motorfietsen. De productie hiervan werd in 1971 overgenomen door de Amerikaanse importeur Rockford Motors. Dit gebeurde omdat de andere Japanse fabrikanten zich stoorden aan de concurrentie op de Amerikaanse markt door hun bandenleverancier Bridgestone.